# Gordon Giltrap
Gordon Giltrap (Brenchley, 6 de abril de 1948) es un guitarrista y compositor británico. Durante su carrera exploró varios géneros musicales, destacándose dentro del Rock Alternativo. Se le ha descrito como "uno de los guitarristas más venerados de su generación", recibiendo elogios de  músicos de la categoría de Steve Rothery de Marillion y Ritchie Blackmore de Deep Purple. En 1968 publicó su primer álbum, Gordon Giltrap. Su última producción discográfica fue Shining Morn, publicada en 2010.

## Discografía

### Estudio
- 1968: Gordon Giltrap (Transatlantic Records)
- 1969: Portrait (Transatlantic)
- 1971: A Testament of Time (MCA Records)
- 1973: Giltrap (Philips Records)
- 1976: Visionary (The Electric Record Company)
- 1977: Perilous Journey (The Electric Record Company)
- 1978: Fear of the Dark (The Electric Record Company)
- 1979: The Peacock Party (PVK)
- 1982: Airwaves (PVK)
- 1984: In At The Deep End (KPM)
- 1987: Elegy (Filmtrax)
- 1987: A Midnight Clear (Modern Music)
- 1995: Music for the Small Screen (Munchkin)
- 1998: Troubadour (K-tel)
- 1998: Down the River (K-tel)
- 2002: Under This Blue Sky (La Cooka Ratcha)
- 2003: Remember This (La Cooka Ratcha)
- 2004: Drifter (La Cooka Ratcha)
- 2007: Secret Valentine (La Cooka Ratcha)
- 2010: Shining Morn (Floating World)

### Sencillos
- 1977: "Heartsong" / "The Deserter" (The Electric Record Company)
- 1977: "Lucifer's Cage" / "The Echoing Green" (The Electric Record Company)
- 1978: "Fear Of The Dark" / "Inner Dream" (The Electric Record Company)
- 1978: "Fear Of The Dark (edited version)" / "Melancholy Lullaby" (The Electric Record Company)
- 1978: "Oh Well" / "Reflections And Despair" (The Electric Record Company)
- 1978: "Weary Eyes" / "Nightrider" (The Electric Record Company)
- 1979: "O Jerusalem" / "Party Piece" (The Electric Record Company)
- 1981: "Hocus Pocus" / "Dodo's Dream" (PVK)
- 1981: "Chi Mai" / "After the Storm" (PVK)
- 1982: "Sunburst" / "Headwind" (PVK)
- 1988: "Coppers Will Turn Into Silver" / "In The Bleak Midwinter" con Malcolm Stent